# Мансі-Крік Тауншип (округ Лайкомінг, Пенсільванія)
Мансі-Крік Тауншип (англ. Muncy Creek Township) — селище (англ. township) в США, в окрузі Лайкомінг штату Пенсільванія. Населення — 3573 особи (2020).

## Демографія
Згідно з переписом 2010 року, у селищі мешкали 3474 особи в 1412 домогосподарствах у складі 992 родин. Було 1493 помешкання
Расовий склад населення:
| - 98,2 % — білих - 0,3 % — чорних або афроамериканців - 0,3 % — азіатів - 0,1 % — корінних американців |

До двох чи більше рас належало 1,0 %. Частка іспаномовних становила 0,8 % від усіх жителів.
За віковим діапазоном населення розподілялося таким чином: 20,4 % — особи молодші 18 років, 57,0 % — особи у віці 18—64 років, 22,6 % — особи у віці 65 років та старші. Медіана віку мешканця становила 46,0 року. На 100 осіб жіночої статі у селищі припадало 93,1 чоловіків;  на 100 жінок у віці від 18 років та старших — 89,3 чоловіків також старших 18 років.
Середній дохід на одне домашнє господарство  становив 52 277 доларів США (медіана — 49 609), а середній дохід на одну сім'ю — 64 942 долари (медіана — 62 838). Медіана доходів становила 43 906 доларів для чоловіків та 29 629 доларів для жінок. За межею бідності перебувало 9,2 % осіб, у тому числі 2,1 % дітей у віці до 18 років та 10,8 % осіб у віці 65 років та старших.
Цивільне працевлаштоване населення становило 1529 осіб. Основні галузі зайнятості: освіта, охорона здоров'я та соціальна допомога — 33,8 %, роздрібна торгівля — 18,8 %, виробництво — 8,0 %, мистецтво, розваги та відпочинок — 7,8 %.